# Идель, Моше
Моше Идель (ивр. משה אידל‎, 1947, Тыргу-Нямц, Румыния) — израильский учёный в области иудаики, специалист по каббале и еврейской мистике. Живёт в Израиле с 1963 года.
Моше Иделю Умберто Эко посвятил свой знаменитый роман «Маятник Фуко».

## Образование
Изучал в Хайфском университете еврейскую и английскую литературу, получил степень бакалавра (1969). Учился там же на отделении педагогики, получил степень магистра (1972).
В 1971—1976 годах — докторант Еврейского университета в Иерусалиме по специальности «Еврейская философия и каббала» (научный руководитель — Шломо Пинес). В 1976 году Иделю присуждена степень доктора философии.

## Академическая биография
С 1972 года преподавал в Еврейском университете в Иерусалиме, а также в Хайфском университете и Университете имени Давида Бен-Гуриона в Негеве. С 1987 года Идель — профессор Еврейского университета в Иерусалиме. Работал приглашенным профессором в крупнейших центрах иудаики за границей: в Центре иудаики и Центре религиоведения Гарвардского университета (1981—1982), в Йельском, Гарвардском и Принстонском университетах. С 1986 года — сотрудник Еврейской теологической семинарии. С 1992 года — член-корреспондент Академии еврейских исследований Нью-Йорка.
Идель — один из основателей открывшегося в 2013 году в Цфатском Академическом Колледже oтделения изучения мистики и духовных практик. Профессор является научным консультантом и лектором отделения и кафедры изучения Каббалы фонда «Матанель».

## Основные концепции

### Полемика с Шолемом
Работы Иделя посвящены каббале и еврейской мистике, являются наиболее значительными достижениями в этой области после основополагающих трудов Гершома Шолема. В отличие от Шолема, Идель сосредоточил своё внимание не столько на истории различных течений, сколько на типах религиозного мышления в рамках еврейской традиции. Он характеризовал свой подход к научной теме как феноменологический, направленный на раскрытие определённых смысловых структур. Если Шолем считал каббалу формой еврейского гностицизма, отражающей нееврейские влияния (зороастризм, неоплатонизм), то Идель усматривает в её происхождении весьма древнюю и исключительно еврейскую традицию. Он проводит различие между теософско-теургической и экстатической каббалой, отмечает преобладание одного или другого типа этого учения в разных странах и в разные периоды истории.

### Исследования иудаизма
В философии иудаизма Моше Идель различает три основных направления: библейское, раввинистическое и спекулятивное. Каждое из них развивалось в разные тысячелетия: первое — в первом тысячелетии до н. э., второе — в первом тысячелетии н. э., третье — во втором.
Первое изучает две основных темы: сакральную историю и заповеди — то есть вопросы о том, «что произошло», и том, «что следует делать». Второе — преимущественно о том, «как это следует делать». Для третьего характерен вопрос «почему?». При этом спекулятивные теории, развивавшиеся в Средневековье, учитывают два предыдущих направления.

### Исследования каббалы
Моше Идель полагает, что главные понятия каббалы всегда оставались постоянными и неизменными.
Моше Идель выделяет в каббале два направления — «теософско-теургическое» и «экстатическое». Он особо выделяет экстатическую модель, в центре которой лежит идея двекут, «мистического прилепления» к Божеству. Среди адептов этой школы можно назвать Авраама Абулафию, его ученика Натана бен Саадью, Ицхака бен Шмуэля из Акко (конец XIII — начало XIV века), в XVI веке её идеи разделяли Йеуда Альботини, Моше Кордоверо и Хаим Виталь.

## Награды
Научные заслуги Иделя отмечены рядом престижных израильских и зарубежных премий, в том числе:
- 1993 — Литературная премия имени Бялика
- 1999 — Государственная премия Израиля[3].
- 2002 — Премия ЭМЕТ.
- 2009 — Командор ордена «За заслуги перед культурой»[рум.] в категории H «Научные Исследования» (Румыния)[8].
- 2012 — Ротшильдовская премия.